# مسیحیت و یهودیت

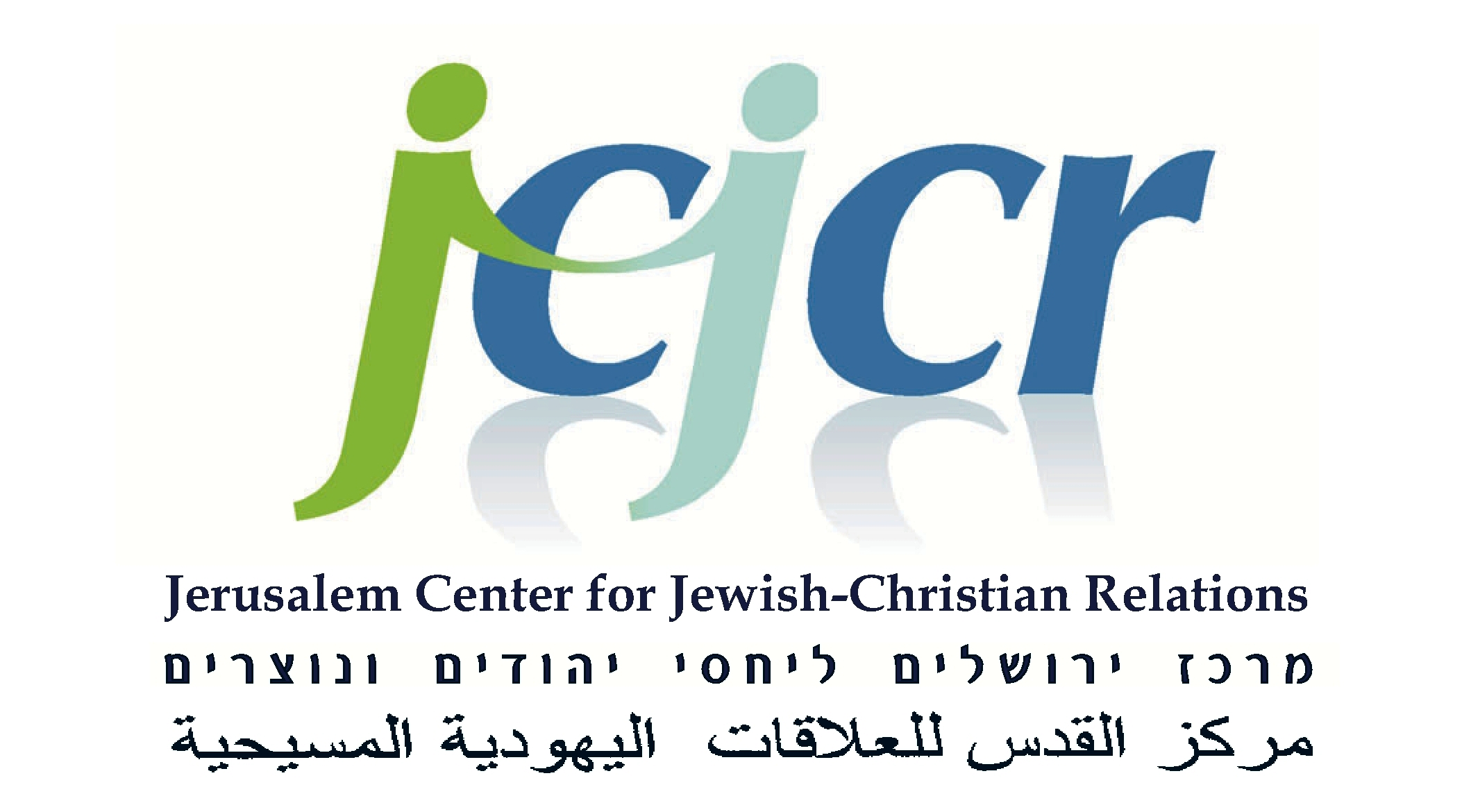
مرتبط

مسیحیت و یهودیت (انگلیسی: Christianity and Judaism) مسیحیت به عنوان یک جنبش یهودیان مسیحی در یهودیت معبد دوم آغاز شد، اما این دو دین به تدریج در طول چند قرن اول پس از میلاد از هم جدا شدند. امروزه، اختلاف نظرها بین فرقه‌ها در هر دو دین متفاوت است، اما مهم‌ترین تمایز، پذیرش مسیحیان و عدم پذیرش مسیحیان از عیسی به عنوان مسیحا پیش‌بینی شده در کتاب مقدس عبری و سنت یهودی است.